# 聶嫈

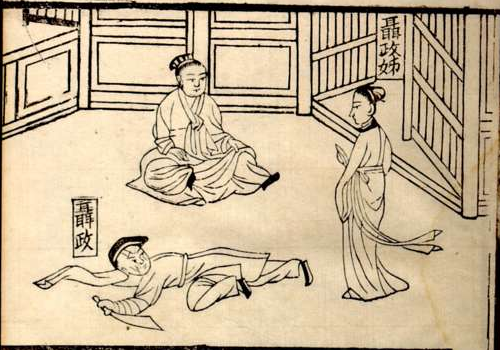
聶嫈及其弟聶政

聶嫈（？—前397年），《史記》记载名榮，戰國軹邑（今日河南省濟源市軹城鎮）深井里人，是戰國时期著名的刺客聶政的姐姐。

## 生平

### 聶嫈孔懷
嚴仲子曾用黃金百鎰為聶政母親祝壽，聶政不肯接受，並辭以母在，身未敢許人。後來聶母過世，聶政為酬知己，主動去見嚴仲子，嚴仲子於是雇聶政殺俠累，聶政說人多口雜，難以成事，隻身前去狙擊。趁君臣聚會東孟，殺俠累，力戰至死。聶政自知無法脫困，怕連累親人遭到族誅，反以劍自毀顏面、削雙目，再切腹自殺。
聶政死後被曝屍於市，千金懸賞，卻無人能指認。聶政姐聶嫈聞聽消息，哭說：“大概是我弟弟吧？嚴仲子了解我弟弟！”然後馬上前往韓國的都城，果然是聶政，於是就趴在屍體上痛哭對周圍的人說：「這就是我的弟弟聶政，老家在魏國軹縣深井里，他怕連累我，於是自毀容貌，我怎能因為怕死，讓弟弟無名而終！」說完就在其弟屍旁自盡。也有言聶嫈是因悲傷過度，暴斃於聶政身旁。

## 相關文學
- 郭沫若的劇本《三個叛逆的女性》中的《聶嫈》

## 評價
- 晉、楚、齊、衛等國的人：非獨政能也，乃其姊亦烈女也。鄉使政誠知其姊無濡忍之志，不重暴骸之難，必絕險千里以列其名，姊弟俱僇於韓市者，亦未必敢以身許嚴仲子也。《史記·刺客列傳》
- 陳子龍：政重在報嚴之德，而姊重在揚弟之名，不能兼顧也。《史記測義》
- 蔡振紳：嗚呼、有此弟竟有此姊。非惟震驚一時。亦可流芳百世矣。《德育課本》